# 1929 год в музыке

## События
- 29 апреля — мировая премьера 2-й редакции оперы С. С. Прокофьева «Игрок» на французском языке под названием Le joueur в Ла Монне,  Брюссель
- 17 мая — премьера Третьей симфонии Прокофьева.
- 3 октября — премьера Концерта для альта с оркестром Уолтона.
- 10 октября — премьера «Страны улыбок» Легара.

## Выпущенные альбомы
- Hot Fives & Sevens, vol.4 (Луи Армстронг)

## Важнейшиеблюзовыезаписи
- «That Crawling Baby Blues» — Blind Lemon Jefferson
- «Travelin' Blues» — Blind Willie McTell
- «Christmas In Jail» — Leroy Carr
- «Hot Fingers» — Lonnie Johnson
- «High Water Everywhere» — Charley Patton

## Родились

### Январь
- 3 января — Гарри Гродберг (ум. 2016) — советский и российский органист
- 11 января — Ванда Вилкомирская (ум. 2018) — польская и австралийская скрипачка, композитор и музыкальный педагог
- 16 января — Хайнц Рёгнер (ум. 2001) — немецкий дирижёр
- 20 января
  - Джимми Кобб (ум. 2020) — американский джазовый барабанщик
  - Жан-Жак Перре (ум. 2016) — французский композитор и музыкант
- 25 января — Виолета Эмси де Хайнса (ум. 2023) — аргентинская пианистка и музыкальный педагог
- 29 января — Клаус Юрген Закс — немецкий музыковед

### Февраль
- 2 февраля — Вальдемар Кмент (ум. 2015) — австрийский оперный певец (тенор) и музыкальный педагог
- 5 февраля — Хэл Блэйн[англ.] (ум. 2019) — американский барабанщик
- 6 февраля
  - Джордж Крам (ум. 2022) — американский композитор
  - Анатолий Сапогов (ум. 2016) — советский и российский артист балета и педагог
- 10 февраля — Роберт Клявин (ум. 2002) — советский и украинский артист балета и балетный педагог
- 17 февраля — Леонид Ковлер (ум. 2002) — советский и российский оперный певец (тенор) и музыкальный педагог
- 18 февраля — Антоний Вихерек[пол.] (ум. 2015) — польский дирижёр
- 27 февраля — Эркин Мадемилова (ум. 2018) — советская и киргизская балерина и хореограф
- 28 февраля — Жозеф Руло (ум. 2019) — канадский оперный певец (бас)

### Март
- 4 марта — Бернард Хайтинк (ум. 2021) — нидерландский дирижёр
- 8 марта — Яутрите Путныня (ум. 2017) — советская и латвийская пианистка и музыкальный педагог
- 13 марта — Михаил Бялик (ум. 2022) — советский и российский пианист и музыковед
- 15 марта — Антониетта Стелла (ум. 2022) — итальянская оперная певица (сопрано)
- 16 марта — Селина Гонсалес (ум. 2015) — кубинская певица и автор песен
- 18 марта — Лео Корхин (ум. 2018) — советский и российский дирижёр
- 25 марта — Сесил Тэйлор (ум. 2018) — американский джазовый композитор, пианист и поэт

### Апрель
- 1 апреля
  - Марсель Амон (ум. 2023) — французский певец, актёр и писатель
  - Джейн Пауэлл (ум. 2021) — американская актриса, певица и танцовщица
  - Галина Поливанова (ум. 2020) — советская и украинская певица (сопрано)
- 4 апреля — Херберт Сэмюэл Линденбергер (ум. 2018) — американский литературовед и музыковед
- 5 апреля — Чингиз Садыхов (ум. 2017) — советский, азербайджанский и американский пианист
- 6 апреля — Андре Превин (ум. 2019) — американский пианист, дирижёр и композитор немецкого происхождения
- 8 апреля — Вальтер Берри (ум. 2000) — австрийский оперный певец (бас-баритон)
- 17 апреля — Джеймс Ласт (ум. 2015) — немецкий композитор, аранжировщик и дирижёр
- 28 апреля — Эванхелина Элисондо (ум. 2017) — мексиканская актриса, певица и художница
- 29 апреля — Вацлав Кучера (ум. 2017) — чехословацкий и чешский композитор и музыковед

### Май
- 2 мая — Линк Рэй (ум. 2005) — американский гитарист и композитор
- 5 мая — Константин Басков (ум. 2001) — советский и российский оперный певец (тенор)
- 6 мая — Георгий Жемчужин (ум. 2015) — советский и российский дирижёр
- 7 мая — Антон Шароев (ум. 2021) — советский и российский дирижёр и скрипач, основатель и руководитель Киевского камерного оркестра
- 13 мая — Крид Тейлор (ум. 2022) — американский трубач и музыкальный продюсер
- 17 мая — Борис Шарварко (ум. 2002) — советский и украинский режиссёр фестивалей и концертных программ
- 28 мая — Олег Талыпин (ум. 2019) — советский и российский фаготист и музыкальный педагог
- 31 мая — Октай Зульфугаров (ум. 2016) — советский и азербайджанский композитор, дирижёр, виолончелист и музыкальный педагог

### Июнь
- 1 июня — Василе Томеску — румынский музыковед и музыкальный критик
- 2 июня
  - Фредерик Девресе (ум. 2020) — бельгийский композитор и дирижёр нидерландского происхождения
  - Анатолий Луппов (ум. 2022) — советский и российский пианист, композитор и музыкальный педагог
- 8 июня — Ласло Викар (ум. 2017) — венгерский музыковед, фольклорист, историк музыки и педагог
- 10 июня — Людмила Зыкина (ум. 2009) — советская и российская певица
- 19 июня — Владимир Тимохин (ум. 1999) — советский и украинский оперный певец (лирический тенор) и музыкальный педагог
- 20 июня — Ингрид Хеблер (ум. 2023) — австрийская пианистка и музыкальный педагог
- 30 июня — Отмар Мага (ум. 2020) — немецкий дирижёр

### Июль
- 7 июля — Борис Толочков (ум. 2001) — советский и российский хормейстер и композитор
- 12 июля — Димитр Тыпков (ум. 2011) — болгарский композитор и педагог
- 15 июля — Франсис Бебей (ум. 2001) — камерунский скульптор, музыкант, певец и писатель
- 16 июля — Кармело Бернаола (ум. 2002) — испанский композитор
- 18 июля — Скримин Джей Хокинс (ум. 2000) — американский певец, музыкант и автор песен
- 24 июля — Андрей Дубинин (ум. 1999) — советский и украинский оперный певец (драматический тенор) и музыкальный педагог
- 25 июля — Наджия Теркулова (ум. 2016) — советская и российская оперная певица
- 27 июля — Харви Фукуа[англ.] (ум. 2010) — американский певец и автор песен, основатель и вокалист группы The Moonglows

### Август
- 8 августа — Сергей Амедян (ум. 2015) — советский и российский гобоист и музыкальный педагог
- 11 августа
  - Кора Канне-Мейер (ум. 2020) — нидерландская оперная певица (меццо-сопрано) и музыкальный педагог
  - Флориан Юрьев (ум. 2021) — советский и украинский художник, архитектор, искусствовед и скрипичный мастер
- 18 августа — Геннадий Корепанов-Камский (ум. 2001) — советский и российский композитор, певец и музыкальный педагог
- 20 августа — Даниила Байко (ум. 2019) — советская и украинская певица, участница трио сестёр Байко
- 24 августа — Шарофиддин Сайфиддинов (ум. 2015) — советский и таджикский композитор
- 31 августа — Ян ван ден Берг (ум. 2020) — нидерландский органист

### Сентябрь
- 3 сентября — Ирини Папа (ум. 2022) — греческая актриса и певица
- 9 сентября
  - Бетти Энн Гроув[англ.] (ум. 2015) — американская актриса и певица
  - Алексей Масленников (ум. 2016) — советский и российский оперный певец (тенор) и режиссёр
  - Людмила Сафронова (ум. 2018) — советская и российская балерина и балетный педагог
- 10 сентября — Евгений Глебов (ум. 2000) — советский и белорусский композитор, дирижёр и музыкальный педагог
- 11 сентября — Борис Данилов (ум. 2020) — советский и российский балетмейстер
- 21 сентября — Юз Алешковский (ум. 2022) — советский и американский прозаик, поэт, сценарист и автор-исполнитель песен
- 28 сентября — Лата Мангешкар (ум. 2022) — индийская певица, кинокомпозитор, кинопродюсер и актриса
- 29 сентября
  - Валентинас Багдонас (ум. 2009) — советский и литовский композитор, музыкальный педагог и дирижёр
  - Виктор Иконник (ум. 2000) — советский и украинский хоровой дирижёр и музыкальный педагог

### Октябрь
- 1 октября — Вера Горностаева (ум. 2015) — советская и российская пианистка и музыкальный педагог
- 2 октября — Танакиль Леклер (ум. 2000) — американская балерина и балетный педагог французского происхождения
- 8 октября — Ноэль Дево (ум. 2018) — бразильский фаготист французского происхождения
- 23 октября — Анатолий Молодов (ум. 2017) — советский и казахстанский хоровой дирижёр и музыкальный педагог
- 28 октября — Хисбулла Зубайдуллин (ум. 2001) — советский и российский танцор и балетмейстер
- 29 октября — Иван Ромашко (ум. 2022) — советский и российский артист оперетты и либреттист

### Ноябрь
- 8 ноября — Берт Бернс[англ.] (ум. 1967) — американский автор песен и продюсер
- 10 ноября
  - Мэрилин Бергман (ум. 2022) — американский композитор и автор песен
  - Нинон Севилья (ум. 2015) — кубинская и мексиканская актриса, певица и танцовщица
- 11 ноября — Лаверн Бейкер (ум. 1997) — американская певица
- 18 ноября — Франсиско Савин (ум. 2018) — мексиканский дирижёр, композитор и музыкальный педагог
- 26 ноября — Бетта Сент-Джон (ум. 2023) — американская актриса, певица и танцовщица
- 28 ноября — Берри Горди — американский продюсер и автор песен, основатель лейбла Motown Records
- 30 ноября — Дик Кларк (ум. 2012) — американский радио- и телеведущий

### Декабрь
- 5 декабря — Анникки Тяхти (ум. 2017) — финская певица
- 6 декабря — Николаус Арнонкур (ум. 2016) — австрийский дирижёр, хормейстер, виолончелист, гамбист и музыковед
- 9 декабря — Николай Голышев (ум. 2021) — советский и российский оперный певец (баритон) и музыкальный педагог
- 15 декабря
  - Гумер Абдульманов (ум. 2020) — советский и российский певец
  - Барри Харрис (ум. 2021) — американский джазовый пианист и музыкальный педагог
- 23 декабря — Чет Бейкер (ум. 1988) — американский джазовый трубач, певец и композитор
- 26 декабря — Режин Зильберберг (ум. 2022) — французская певица и актриса
- 27 декабря — Ирина Бржевская (ум. 2019) — советская и российская эстрадная певица (сопрано)
- 29 декабря — Сьюзи Гарретт (ум. 2002) — американская актриса и джазовая певица

### Без точной даты
- Софья Барцева (ум. 2015) — советская и российская бурятская балерина и балетмейстер
- Омеро Феррейра[порт.] (ум. 2015) — бразильский композитор

## Скончались

### Январь
- 9 января — Поль Жанжан (54) — французский кларнетист и композитор
- 11 января — Эльфрида Андре (87) — шведский композитор, органистка и дирижёр
- 19 января — Изабелла Битон (58) — американская пианистка и композитор
- 22 января
  - Адольф Бродский (77) — российский и британский скрипач и музыкальный педагог
  - Виктория Кавецкая (53) — русская и польская артистка оперетты (сопрано)
- 24 января — Жак Буи (80) — бельгийский оперный певец (баритон)
- 26 января — Элизабет Каланд (67) — немецкая пианистка и музыкальный педагог нидерландского происхождения
- 29 января — Теодор Верхей (80) — нидерландский композитор
- 30 января — Ла Гулю (62) — французская танцовщица и натурщица

### Февраль
- 3 февраля — Антоний Грудзиньский (53) — польский композитор и музыкальный педагог
- 15 февраля — Фернан Ле Борн (66) — французский композитор и дирижёр бельгийского происхождения

### Март
- 28 марта — Кэтрин Ли Бейтс (69) — американская поэтесса, автор текста песни America the Beautiful

### Апрель
- 16 апреля — Ивоннек (55) — французский шансонье и актёр

### Май
- 1 мая — Софи Келлер (78) — датская оперная певица (меццо-сопрано) и вокальный педагог
- 4 мая — Генри Мортон Данем (75) — американский органист, композитор и музыкальный педагог
- 17 мая — Лилли Леман (80) — немецкая оперная певица (сопрано)
- 18 мая — Драгомир Кранчевич (81) — сербский и венгерский скрипач
- 27 мая — Джузеппе Ансельми (52) — итальянский оперный певец (тенор)

### Июль
- 4 июля
  - Жан Жерарди (51) — бельгийский виолончелист
  - Отто Таубман (70) — немецкий композитор и дирижёр
- 5 июля — Вильгельм Клоэд (73) — норвежский оперный певец (тенор) и вокальный педагог
- 31 июля — Жаяу Муса Байжанов (93) — казахский акын и композитор

### Август
- 3 августа — Эмиль Берлинер (78) — немецкий и американский изобретатель, создатель граммофона и микрофона
- 16 августа — Франк Валентин Ван дер Стукен (70) — американский композитор и дирижёр
- 19 августа — Сергей Дягилев (57) — русский театральный и художественный деятель
- 26 августа — Иван Вульпе (52) — болгарский оперный певец (бас) и вокальный педагог
- 27 августа — Иштван Кернер (62) — венгерский дирижёр

### Сентябрь
- 7 сентября — Вильгельм Лампинг (68) — немецкий дирижёр и органист
- 11 сентября — Альфред Лазерштайн (30) — немецкий скрипач и музыковед
- 15 сентября — Герман Греденер (85) — австрийский композитор, скрипач и музыкальный педагог

### Октябрь
- 27 октября — Альфред Вильнер (70) — австрийский либреттист, композитор и музыковед

### Ноябрь
- 2 ноября
  - Лена Амшель (31) — польская танцовщица и актриса
  - Станислав Барцевич (71) — польский скрипач и музыкальный педагог

### Декабрь
- 19 декабря — Блайнд Лемон Джефферсон (36) — американский блюзовый певец и гитарист
- 20 декабря — Макс Коп (67) — немецкий музыковед, композитор и писатель
- 28 декабря — Ханс Крайссиг (73) — американский дирижёр немецкого происхождения

### Без точной даты
- Габбас Айтбаев (46/47) — казахский певец
- Валентин Валентинов (57/58) — русский и советский либреттист, поэт, актёр и композитор
- Кашаган Куржиманулы (87/88) — казахский акын и жырау